# João Correia
Pour les articles homonymes, voir Correia.
João Miguel Da Silva Correia, né le 10 février 1975 au Portugal, est un coureur cycliste portugais, professionnel entre 2008 et 2010.

## Biographie
João Correia naît le 10 février 1975 au Portugal. À l'âge de onze ans, il s'installe aux États-Unis avec sa famille. Il commence le cyclisme durant son enfance et devient coureur professionnel en 1995 dans l'équipe portugaise Kissena. Il intègre la même année l'Université Fordham de New York. Il ne parvient pas à cumuler ces deux activités et arrête le cyclisme. 
Il est recruté par le groupe de médias Hearst Corporation après avoir obtenu son diplôme universitaire. Il commence à prendre du poids à cette époque, jusqu'à 93 kg (205 pounds). Il devient ensuite assistant publisher de Bicycling magazine.
Souhaitant perdre du poids, João Correia reprend le cyclisme et s'entraîne au moins deux heures chaque nuit. Il parvient à perdre 27 kg (60 pounds).
En 2007, il dispute le championnat du Portugal sur route, dont il prend la douzième place. Il est recruté en 2008 par l'équipe continentale américaine Bissell, tout en continuant à exercer son emploi.
En contact depuis plusieurs années avec Gerard Vroomen, cofondateur de la société de cycles Cervélo, il rejoint l'équipe Cervélo TestTeam en 2010. L'équipe s'arrête en fin de saison, et il décide de mettre un terme à sa carrière.
Il devient agent de coureurs et obtient un certificat UCI pour exercer cette activité de 2012 à 2015. Il s'occupe notamment de Laurens ten Dam, Gerald Ciolek et Adrien Costa.